# Młyńska Góra (Wzniesienia Szczecińskie)

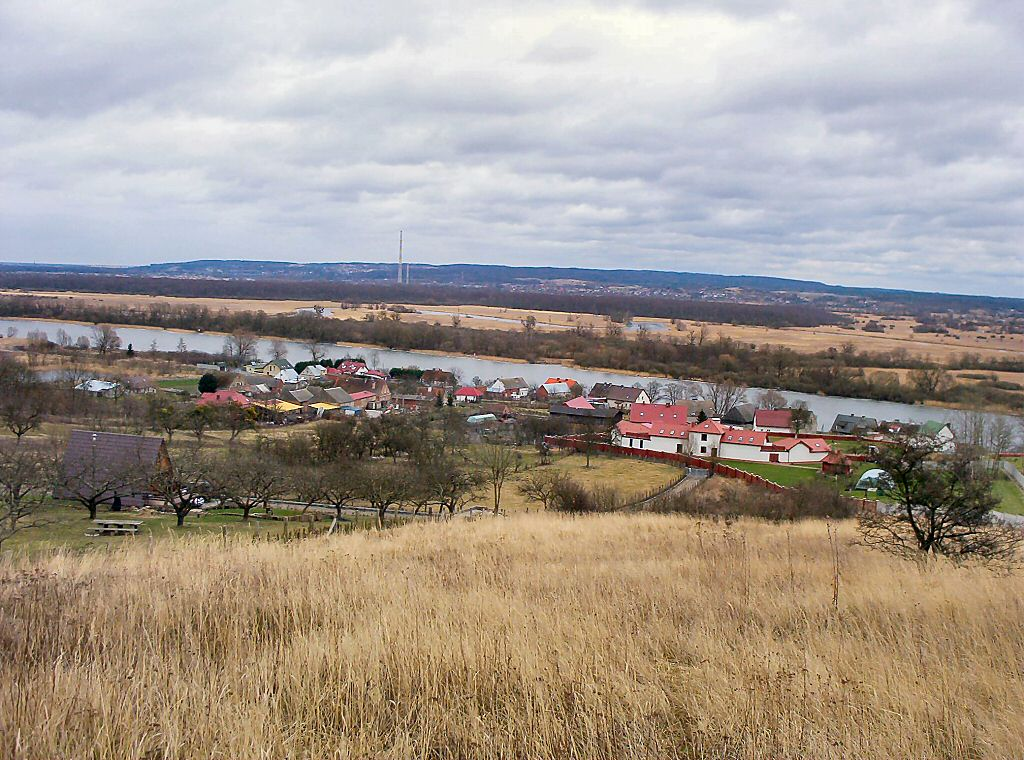
Punkt widokowy na Młyńskiej Górze. Za wsią Odra Zachodnia i Międzyodrze. Na horyzoncie Wzgórza Bukowe

Młyńska Góra – wzgórze (65 m n.p.m.) we wschodniej części Wału Stobniańskiego, na południe od Siadła Dolnego (gmina Kołbaskowo). Kształt kopulasty, część południowa i centralna porośnięta różnogatunkowym drzewostanem, część północna przekształcona przez człowieka i zajęta częściowo pod zabudowę. Stoki wschodnie stromo opadają ku dolinie Odry. Przy szczycie pozostałości grodziska.

## Turystyka
Mimo że obszar od północy podlega coraz silniejszemu oddziaływaniu antropogenicznemu, nadal posiada nieprzeciętne walory przyrodnicze i krajobrazowe. W celu ochrony zbiorowisk roślinności sucholubnej od strony Siadła Dolnego w 2006 r. utworzono użytek ekologiczny Trawiasta Łąka. Przy wsi doskonały punkt widokowy na Szczecin, Dolinę Dolnej Odry i Wzgórza Bukowe. W bezpośrednim sąsiedztwie przebiegają szlaki rowerowe:  Szlak rowerowy Bielika i  Szlak Kościołów Wiejskich Gminy Kołbaskowo, natomiast Odrą prowadzi szlak kajakowy "Międzyodrze". W planach jest uporządkowanie punktu widokowego i dojścia do niego oraz oznakowanie szlaku pieszego: Pargowo – OŁ "Bażant" – Moczyły – Rezerwat przyrody Wzgórze Widokowe nad Międzyodrzem – Młyńska Góra – Kurów – Pomorzany.